# Anneaux de (2060) Chiron
Les anneaux de (2060) Chiron sont deux anneaux dont l'existence potentielle a été annoncée le 26 janvier 2015 par José Luis Ortiz et al.

## Découverte
La possible existence d'un système de deux anneaux a été annoncé le 26 janvier 2015, à la suite de la réanalyse de plusieurs occultations d'étoile par Chiron. L'idée de cette réanalyse a pour origine l'annonce début 2014 de la découverte d'anneaux autour du centaure (10199) Chariclo et la similitude des événements observés dans les deux cas. (2060) Chiron, deuxième plus gros centaure connu, devient ainsi la deuxième planète mineure et en même temps le deuxième centaure, après (10199) Chariclo, le plus gros centaure connu, autour duquel des anneaux sont détectés.
Chiron serait ainsi le plus petit objet connu ayant des anneaux.